# Denkmale in Sachsen
Denkmale in Sachsen ist eine Schriftenreihe, die die Bau- und Kulturdenkmale im Freistaat Sachsen beschreibt. Sie wird vom Landesamt für Denkmalpflege Sachsen seit 1994 herausgegeben und ist Bestandteil der Länder-übergreifenden Schriftenreihe Denkmaltopographie Bundesrepublik Deutschland.

## Bände
Bisher erschienen folgende Bände:
Stadt Dresden
- Friedrichstadt, bearbeitet von Volker Helas, Verlag der Kunst, Dresden / Basel 1994, ISBN 3-364-00280-0

Stadt Leipzig
- Südliche Stadterweiterung, bearbeitet von Christoph Kühn und Brunhilde Rothbauer, Verlag für Bauwesen, Berlin 1998, ISBN 3-345-00628-6

Landkreis Meißen
- Stadt Radebeul, bearbeitet von Volker Helas, 2007

Landkreis Mittelsachsen
- Stadt Freiberg, bearbeitet von Yves Hoffmann, Uwe Richter, herausgegeben im Auftrag des Freiberger Altertumsvereins e. V. und des Landesamts für Denkmalpflege Sachsen
  - Band I, Beiträge, Freiberg 2002
  - Band II, Beiträge, Freiberg 2003
  - Band III, Beiträge, Freiberg 2004
  - Band IV, Altstadt, Michael Imhof Verlag, Petersberg 2020